# Herbert Schönfeld (Mediziner)
Herbert Schönfeld (* 11. Oktober 1894 in Zwickau; † 4. Dezember 1979 in Tutzing) war ein deutscher Pädiater und Schriftsteller.

## Leben
Herbert Schönfeld studierte von 1914 bis 1919 Medizin an den Universitäten zu Jena, München, Heidelberg und Leipzig. 1920 wurde er mit der Dissertation Ueber den Einfluß von Magnesiumchlorid auf die örtlich betäubende Wirkung des Novokains promoviert. Anschließend arbeitete er als praktischer Arzt in Leipzig und wurde 1930 Dozent an der Universität. 1936 wechselte er als Leiter der Städtischen Kinderklinik nach Berlin-Charlottenburg, wo er gleichzeitig zum außerplanmäßigen Professor an der Universität ernannt wurde.
1948 wirkte Schönfeld an der Gründung der Freien Universität Berlin mit, wo er bis zu seiner Emeritierung als Professor für Kinderheilkunde wirkte.
Als akademischer Lehrer trat Schönfeld besonders für die Einbeziehung pädagogischer Fertigkeiten in die Kinderheilkunde ein. Zu diesem Thema verfasste er auch das Buch Kinderarzt und Erziehung (1952). Weitere Arbeiten beschäftigen sich mit der metaphysischen Denkrichtung der Naturwissenschaften.
Herbert Schönfeld trat seit den 50er Jahren auch als Schriftsteller hervor, besonders als Übersetzer und Nacherzähler antiker Texte. Um seine Latein- und Griechischkenntnisse zu vervollkommnen, studierte er von 1951 bis 1956 bei Georg Rohde Klassische Philologie. Bereits 1943 hatte er die Erzählung Das Iphigenienspiel veröffentlicht. In den 50er bis 70er Jahren folgten Übersetzungen und Schultextausgaben von Quintus Curtius Rufus, Caesarius von Heisterbach, Sallust, Catull, Tibull und Properz. Auch Lehr- und Hilfsbücher für Lateinschüler veröffentlichte er.